# Пучок (причёска)
Пучок (нар. гулька, кичка) — вид причёски, когда волосы собираются наверх, закрепляются с помощью резинки или скручиваются, формируя узел, закрепляются шпильками. Чтобы увеличить объём прически, иногда используются накладки.
Практически все балерины носят именно такую причёску, поэтому она также называется «балетный» пучок. Причина этому проста: при активном танце только надёжно закреплённая причёска не растреплется.

## Разновидности

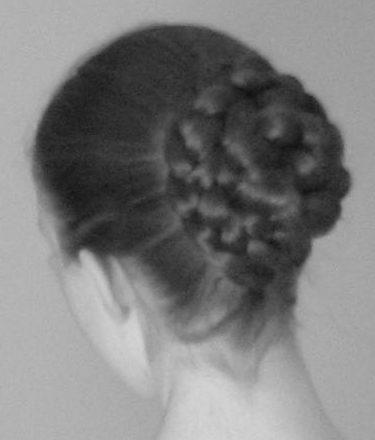
Коса, собранная в пучок.
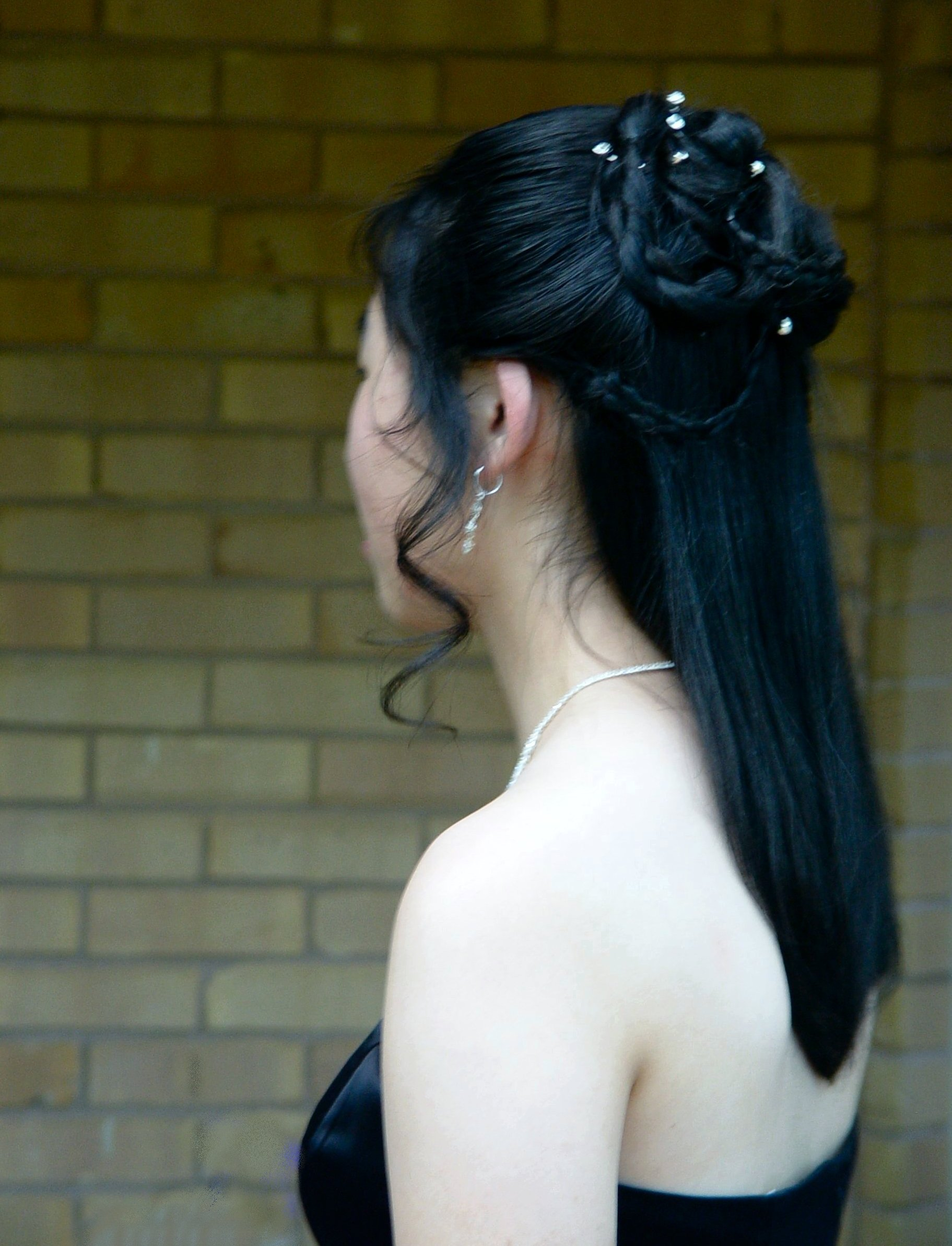
Пучок как часть причёски.
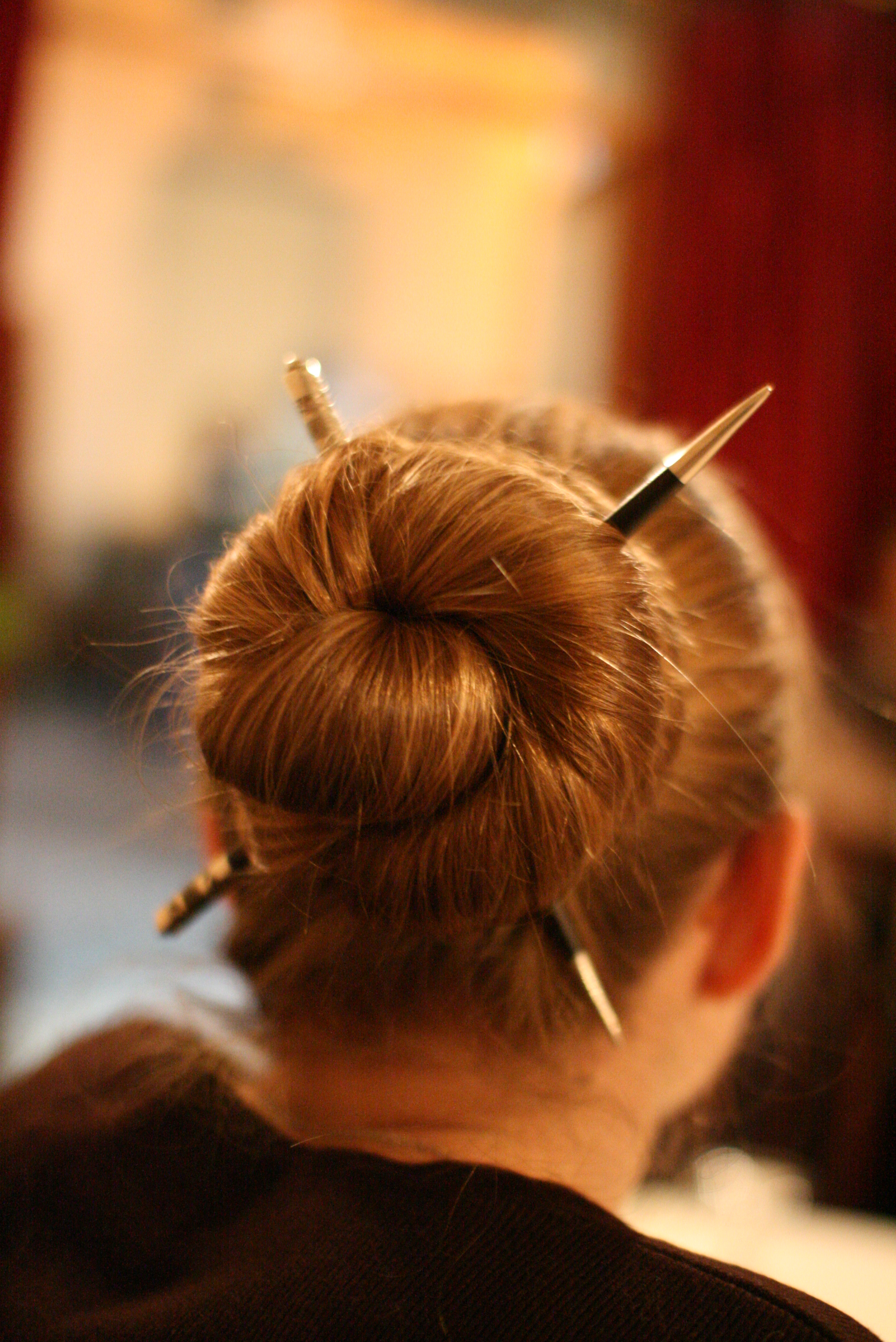
Китайский или японский пучок.
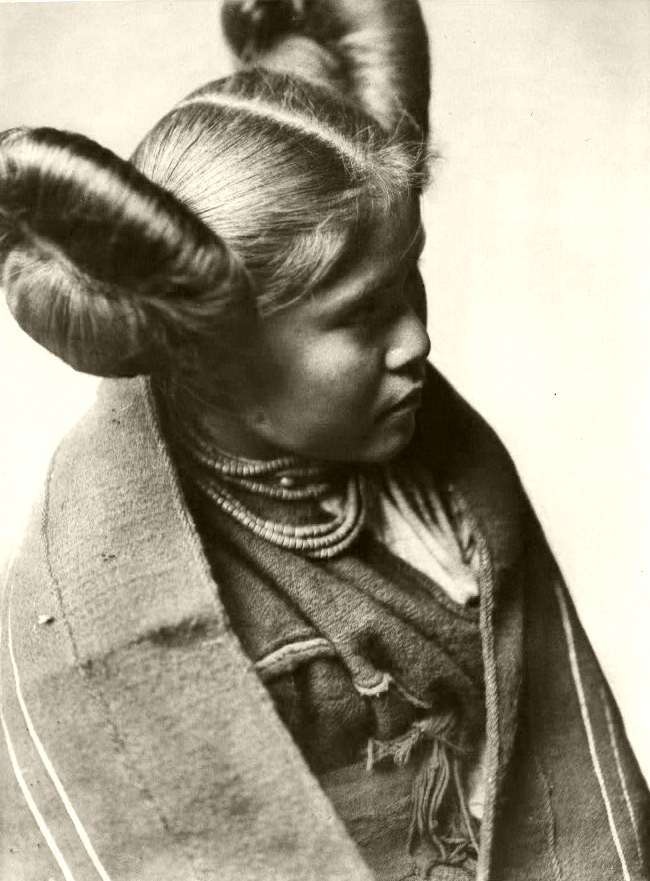
Двойной пучок северо-американских индейцев.

## Оданго

Оданго

Двойной пучок или пучок по обеим сторонам головы — традиционная китайская причёска. В Китае называется «бычьи рога», а в Японии — оданго (яп. お団子 odango), такие пучки часто можно встретить в аниме или манге.
Например:
- Усаги Цукино, главная героиня «Сейлор Мун»
- Минт Айдзава из Tokyo Mew Mew
- Сэцука из игры Soul Calibur III
- Миака из аниме «Таинственная игра»
- Шампу в «Ранма ½»
- Тэнтэн из Наруто
- Джолин Кудзё, главная героиня шестой части манги «JoJo`s Bizarre Adventure»